# Segretario di Stato per le imprese e il commercio
Il Segretario di Stato per le imprese e il commercio (in inglese: Secretary of State for Business and Trade) è una carica di livello ministeriale che fa parte del Gabinetto del Regno Unito. Il suo titolo secondario è President of the Board of Trade (in italiano: Presidente del Consiglio del Commercio). Si occupa delle politiche di commercio, anche internazionale, in seguito all'abolizione - avvenuta il 7 febbraio 2023 - della carica di Segretario di Stato per il commercio internazionale.
Negli ultimi anni la posizione ha subito diversi cambi di denominazione e competenze:
- Secretary of State for Business, Energy and Industrial Strategy (2016-2023);
- Secretary of State for Business, Innovation and Skills (2009–2016);
- Secretary of State for Business, Enterprise and Regulatory Reform (2007–2009);
- Secretary of State for Trade and Industry (1983–2007).

Dal 5 luglio 2024 la posizione è ricoperta dal deputato del collegio di Stalybridge and Hyde, Jonathan Reynolds.

## Storia
L'idea di una Board of Trade venne fortemente caldeggiata da Oliver Cromwell che la realizzò per primo nel 1655 quando nominò suo figlio Richard Cromwell a capo del Consiglio Privato e cercò di orientare la sua politica per promuovere il commercio assieme a giudici e mercanti. Carlo II fondò un Consiglio del Commercio il 7 novembre 1660 dopo la sua restaurazione al trono ed il 1º dicembre di quello stesso anno formò il Consiglio per le Piantagioni Estere. Il 16 settembre 1672 venne creata la Board of Trade and Plantations.
La commissione si componeva di 7 membri interni (poi 8) e 8 membri esterni, governati dal President of the Board, comunemente conosciuto come First Lord of Trade. La tavola venne abolita l'11 luglio 1782 e sostituita da un'apposita commissione del Consiglio Privato del re il 5 marzo 1784 con i medesimi compiti. Il 23 agosto 1786 venne creata una nuova commissione maggiormente incentrata sugli affari commerciali e così con l'Ottocento il President of the Board venne integrato nel Gabinetto di governo.
Durante il governo di Sir Alec Douglas-Home, infatti, il President of the Board of Trade Edward Heath ottenne l'incarico Secretary of State for Industry, Trade and Regional Development. Nel 1970 il Primo Ministro decise di unire la Board of Trade al Ministero della Tecnologia per creare il Department of Trade and Industry. Il capo di questo dipartimento divenne noto come Secretary of State for Trade and Industry and President of the Board of Trade.
Quando Harold Wilson rientrò in carica nel marzo del 1974, l'incarico venne suddiviso in Department of Trade, Department of Industry e Department of Prices and Consumer Protection. Il titolo di President of the Board of Trade divenne titolo secondario del Secretary of State for Trade. Nel 1979 il Department of Prices and Consumer Protection venne abolito dal governo conservatore ed i suoi incarichi vennero integrati nel Department of Trade.

## Primo lord del commercio (1672–1782)
| Nome | Nome                                             | Immagine | Inizio incarico   | Fine incarico     |
| ---- | ------------------------------------------------ | -------- | ----------------- | ----------------- |
|      | Anthony Ashley-Cooper, I conte di Shaftesbury    |          | 16 settembre 1672 | 1676              |
|      | John Egerton, III conte di Bridgewater           |          | 16 dicembre 1695  | 9 giugno 1699     |
|      | Thomas Grey, II conte di Stamford                |          | 9 giugno 1699     | 8 gennaio 1702    |
|      | Thomas Thynne, I visconte Weymouth               |          | 8 gennaio 1702    | 1705              |
|      | Thomas Grey, II conte di Stamford                |          | 1705              | 12 giugno 1711    |
|      | Charles Finch, IV conte di Winchilsea            |          | 12 giugno 1711    | 15 settembre 1713 |
|      | Francis North, II barone Guilford                |          | 15 settembre 1713 | settembre 1714    |
|      | William Berkeley, IV barone Berkeley di Stratton |          | settembre 1714    | 12 maggio 1715    |
|      | Henry Howard, VI conte di Suffolk                |          | 12 maggio 1715    | 31 gennaio 1718   |
|      | Robert Darcy, III conte di Holderness            |          | 31 gennaio 1718   | 11 maggio 1719    |
|      | Thomas Fane, VI conte di Westmorland             |          | 11 maggio 1719    | maggio 1735       |
|      | Benjamin Mildmay, I conte Fitzwalter             |          | maggio 1735       | giugno 1737       |
|      | John Monson, I barone Monson                     |          | giugno 1737       | 1º novembre 1748  |
|      | George Montagu-Dunk, II conte di Halifax         |          | 1º novembre 1748  | 21 marzo 1761     |
|      | Samuel Sandys, I barone Sandys                   |          | 21 marzo 1761     | 1º marzo 1763     |
|      | Hon. Charles Townshend                           |          | 1º marzo 1763     | 20 aprile 1763    |
|      | William Petty, II conte di Shelburne             |          | 20 aprile 1763    | 9 settembre 1763  |
|      | Wills Hill, I marchese del Downshire             |          | 9 settembre 1763  | 20 luglio 1765    |
|      | William Legge, II conte di Dartmouth             |          | 20 luglio 1765    | 16 agosto 1766    |
|      | Wills Hill, I marchese del Downshire             |          | 16 agosto 1766    | dicembre 1766     |
|      | Robert Nugent, I conte Nugent                    |          | 19 gennaio 1767   | 20 gennaio 1768   |
|      | Wills Hill, I marchese del Downshire             |          | 20 gennaio 1768   | 31 agosto 1772    |
|      | William Legge, II conte di Dartmouth             |          | 31 agosto 1772    | 10 novembre 1775  |
|      | George Sackville, I visconte Sackville           |          | 10 novembre 1775  | 6 novembre 1779   |
|      | Frederick Howard, V conte di Carlisle            |          | 6 novembre 1779   | 9 dicembre 1780   |
|      | Thomas Robinson, II barone Grantham              |          | 9 dicembre 1780   | 11 luglio 1782    |

## President of the Committee on Trade and Foreign Plantations (1784–1786)
| Nome | Nome                                | Immagine | Inizio incarico | Fine incarico  |
| ---- | ----------------------------------- | -------- | --------------- | -------------- |
|      | Thomas Townshend, I visconte Sydney |          | 5 marzo 1784    | 23 agosto 1786 |

## President of the Board of Trade (1786–1900)
| Nome | Nome                                                   | Immagine | Inizio incarico   | Fine incarico     |
| ---- | ------------------------------------------------------ | -------- | ----------------- | ----------------- |
|      | Charles Jenkinson, I conte di Liverpool                |          | 23 agosto 1786    | 7 giugno 1804     |
|      | James Graham, III duca di Montrose                     |          | 7 giugno 1804     | 5 febbraio 1806   |
|      | William Eden, I barone Auckland                        |          | 5 febbraio 1806   | 31 marzo 1807     |
|      | Henry Bathurst, III conte Bathurst                     |          | 31 marzo 1807     | 29 settembre 1812 |
|      | Richard Trench, II conte di Clancarty                  |          | 29 settembre 1812 | 24 gennaio 1818   |
|      | F. J. Robinson, I visconte Goderich                    |          | 24 gennaio 1818   | 21 febbraio 1823  |
|      | William Huskisson                                      |          | 21 febbraio 1823  | 4 settembre 1827  |
|      | Charles Grant, I barone Glenelg                        |          | 4 settembre 1827  | 11 giugno 1828    |
|      | William Vesey-FitzGerald, II barone FitzGerald e Vesey |          | 11 giugno 1828    | 2 febbraio 1830   |
|      | John Charles Herries                                   |          | 2 febbraio 1830   | 22 novembre 1830  |
|      | The Lord Auckland                                      |          | 22 novembre 1830  | 5 giugno 1834     |
|      | Charles Poulett Thomson, I barone Sydenham             |          | 5 giugno 1834     | 14 novembre 1834  |
|      | Alexander Baring, I barone Ashburton                   |          | 15 dicembre 1834  | 8 aprile 1835     |
|      | Charles Poulett Thomson, I barone Sydenham             |          | 8 aprile 1835     | 29 agosto 1839    |
|      | Henry Labouchere                                       |          | 29 agosto 1838    | 30 agosto 1841    |
|      | F. J. Robinson, I visconte Goderich                    |          | 3 settembre 1841  | 15 maggio 1843    |
|      | William Ewart Gladstone                                |          | 15 maggio 1843    | 5 febbraio 1845   |
|      | James Broun-Ramsay, I Marchese di Dalhousie            |          | 5 febbraio 1845   | 27 giugno 1846    |
|      | George Villiers, IV conte di Clarendon                 |          | 6 luglio 1846     | 22 luglio 1847    |
|      | Henry Labouchere, I barone Taunton                     |          | 22 luglio 1847    | 21 febbraio 1852  |
|      | J. W. Henley                                           |          | 27 febbraio 1852  | 17 dicembre 1852  |
|      | Edward Cardwell, I visconte Cardwell                   |          | 28 dicembre 1852  | 31 marzo 1855     |
|      | Edward Stanley, II barone Stanley di Alderley          |          | 31 marzo 1855     | 21 febbraio 1858  |
|      | J. W. Henley                                           |          | 26 febbraio 1858  | 3 marzo 1859      |
|      | Richard Hely-Hutchinson, IV conte di Donoughmore       |          | 3 marzo 1859      | 11 giugno 1859    |
|      | Thomas Milner Gibson                                   |          | 6 luglio 1859     | 26 giugno 1866    |
|      | Stafford Northcote, I conte di Iddesleigh              |          | 6 luglio 1866     | 8 marzo 1867      |
|      | Charles Gordon-Lennox, VI duca di Richmond             |          | 8 marzo 1867      | 1º dicembre 1868  |
|      | John Bright                                            |          | 9 dicembre 1868   | 14 gennaio 1871   |
|      | Chichester Parkinson-Fortescue, I barone Carlingford   |          | 14 gennaio 1871   | 17 febbraio 1874  |
|      | Charles Adderley, I barone Norton                      |          | 21 febbraio 1874  | 4 aprile 1878     |
|      | Dudley Ryder, III conte di Harrowby                    |          | 4 aprile 1878     | 21 aprile 1880    |
|      | Joseph Chamberlain                                     |          | 3 maggio 1880     | 9 giugno 1885     |
|      | Charles Gordon-Lennox, VI duca di Richmond             |          | 24 giugno 1885    | 19 agosto 1885    |
|      | Hon. Edward Stanhope                                   |          | 19 agosto 1885    | 28 gennaio 1886   |
|      | Anthony John Mundella                                  |          | 17 febbraio 1886  | 20 luglio 1886    |
|      | Frederick Stanley, XVI conte di Derby                  |          | 3 agosto 1886     | 21 febbraio 1888  |
|      | Michael Hicks Beach, I conte St Aldwyn                 |          | 21 febbraio 1888  | 11 agosto 1892    |
|      | Anthony John Mundella                                  |          | 18 agosto 1892    | 28 maggio 1894    |
|      | James Bryce, I visconte Bryce                          |          | 28 maggio 1894    | 21 giugno 1895    |
|      | Charles Ritchie, I barone Baron Ritchie di Dundee      |          | 29 giugno 1895    | 7 novembre 1900   |

## Presidente del Board of Trade (1900–1963)
| Nome | Nome                                            | Immagine | Inizio incarico   | Fine incarico     |
| ---- | ----------------------------------------------- | -------- | ----------------- | ----------------- |
|      | Gerald Balfour, II conte di Balfour             |          | 7 novembre 1900   | 12 marzo 1905     |
|      | James Gascoyne-Cecil, IV marchese di Salisbury  |          | 12 marzo 1905     | 4 dicembre 1905   |
|      | David Lloyd George                              |          | 10 dicembre 1905  | 12 aprile 1908    |
|      | Winston Churchill                               |          | 12 aprile 1908    | 14 febbraio 1910  |
|      | Sydney Buxton, I conte Buxton                   |          | 14 febbraio 1910  | 11 febbraio 1914  |
|      | John Burns                                      |          | 11 febbraio 1914  | 5 agosto 1914     |
|      | Walter Runciman                                 |          | 5 agosto 1914     | 5 dicembre 1916   |
|      | Sir Albert Stanley                              |          | 10 dicembre 1916  | 26 maggio 1919    |
|      | Auckland Geddes, I barone Geddes                |          | 26 maggio 1919    | 19 marzo 1920     |
|      | Robert Horne, I visconte Horne di Slamannan     |          | 19 marzo 1920     | 1º aprile 1921    |
|      | Stanley Baldwin                                 |          | 1º aprile 1921    | 19 ottobre 1922   |
|      | Philip Cunliffe-Lister, I conte di Swinton      |          | 24 ottobre 1922   | 22 gennaio 1924   |
|      | Sidney Webb, I barone Passfield                 |          | 22 gennaio 1924   | 3 novembre 1924   |
|      | Philip Cunliffe-Lister, I conte di Swinton      |          | 6 novembre 1924   | 4 giugno 1929     |
|      | William Graham                                  |          | 7 giugno 1929     | 24 agosto 1931    |
|      | Philip Cunliffe-Lister, I conte di Swinton      |          | 25 agosto 1931    | 5 novembre 1931   |
|      | Walter Runciman, I visconte Runciman di Doxford |          | 5 novembre 1931   | 28 maggio 1937    |
|      | Hon. Oliver Stanley                             |          | 28 maggio 1937    | 5 gennaio 1940    |
|      | Sir Andrew Duncan                               |          | 5 gennaio 1940    | 3 ottobre 1940    |
|      | Oliver Lyttelton, I visconte Chandos            |          | 3 ottobre 1940    | 29 giugno 1941    |
|      | Sir Andrew Duncan                               |          | 29 giugno 1941    | 4 febbraio 1942   |
|      | John Jestyn Llewellin, I barone Llewellin       |          | 4 febbraio 1942   | 22 febbraio 1942  |
|      | Hugh Dalton                                     |          | 22 febbraio 1942  | 23 maggio 1945    |
|      | Oliver Lyttelton, I visconte Chandos            |          | 25 maggio 1945    | 26 luglio 1945    |
|      | Hon. Sir Stafford Cripps                        |          | 27 luglio 1945    | 29 settembre 1947 |
|      | Harold Wilson                                   |          | 29 settembre 1947 | 23 aprile 1951    |
|      | Sir Hartley Shawcross                           |          | 24 aprile 1951    | 26 ottobre 1951   |
|      | Peter Thorneycroft                              |          | 30 ottobre 1951   | 13 gennaio 1957   |
|      | David Eccles, I visconte Eccles                 |          | 13 gennaio 1957   | 14 ottobre 1959   |
|      | Reginald Maudling                               |          | 14 ottobre 1959   | 9 ottobre 1961    |
|      | Frederick Erroll, I barone Erroll di Hale       |          | 9 ottobre 1961    | 20 ottobre 1963   |

## Segretario di Stato per l'industria il commercio e lo sviluppo regionale e Presidente of the Board of Trade (1963–1964)
| Nome | Nome         | Immagine | Inizio incarico | Fine incarico   |
| ---- | ------------ | -------- | --------------- | --------------- |
|      | Edward Heath |          | 20 ottobre 1963 | 16 ottobre 1964 |

## Presidente del Board of Trade (1964–1970)
| Nome | Nome                              | Immagine | Inizio incarico | Fine incarico   |
| ---- | --------------------------------- | -------- | --------------- | --------------- |
|      | Douglas Jay, barone Jay           |          | 18 ottobre 1964 | 29 agosto 1967  |
|      | Anthony Crosland                  |          | 29 agosto 1967  | 6 ottobre 1969  |
|      | Roy Mason                         |          | 6 ottobre 1969  | 19 giugno 1970  |
|      | Michael Noble, barone Glenkinglas |          | 20 giugno 1970  | 15 ottobre 1970 |

## Segretario di Stato per il commercio e l'industria e presidente del Board of Trade (1970–1974)
| Nome | Nome                                     | Immagine | Inizio incarico | Fine incarico   |
| ---- | ---------------------------------------- | -------- | --------------- | --------------- |
|      | John Davies                              |          | 15 ottobre 1970 | 5 novembre 1972 |
|      | Peter Walker, barone Walker di Worcester |          | 5 novembre 1972 | 4 marzo 1974    |

## Segretario di Stato per l'industria (1974–1983)
| Nome | Nome                                    | Immagine | Inizio incarico   | Fine incarico     |
| ---- | --------------------------------------- | -------- | ----------------- | ----------------- |
|      | Tony Benn                               |          | 5 marzo 1974      | 10 giugno 1975    |
|      | Eric Varley, Barone Varley              |          | 10 giugno 1975    | 4 maggio 1979     |
|      | Sir Keith Joseph, Baronetto             |          | 4 maggio 1979     | 14 settembre 1981 |
|      | Patrick Jenkin, Barone Jenkin di Roding |          | 14 settembre 1981 | 12 giugno 1983    |

## Segretario di Stato per i prezzi e la protezione dei consumatori (1974–1979)
| Nome | Nome             | Immagine | Inizio incarico   | Fine incarico     |
| ---- | ---------------- | -------- | ----------------- | ----------------- |
|      | Shirley Williams |          | 5 marzo 1974      | 10 settembre 1976 |
|      | Roy Hattersley   |          | 10 settembre 1976 | 4 maggio 1979     |

## Segretario di Stato per il commercio e presidente del Board of Trade (1974–1983)
| Nome | Nome                               | Immagine | Inizio incarico  | Fine incarico    |
| ---- | ---------------------------------- | -------- | ---------------- | ---------------- |
|      | Peter Shore                        |          | 5 marzo 1974     | 8 aprile 1976    |
|      | Edmund Dell                        |          | 8 aprile 1976    | 11 novembre 1978 |
|      | John Smith                         |          | 11 novembre 1978 | 4 maggio 1979    |
|      | John Nott                          |          | 5 maggio 1979    | 5 gennaio 1981   |
|      | John Biffen                        |          | 5 gennaio 1981   | 6 aprile 1982    |
|      | Arthur Cockfield, barone Cockfield |          | 6 aprile 1982    | 12 giugno 1983   |

## Segretario di Stato per il commercio e l'industria e presidente del Board of Trade (1983–2007)
| Nome | Nome                                         | Immagine | Inizio incarico  | Fine incarico    |
| ---- | -------------------------------------------- | -------- | ---------------- | ---------------- |
|      | Cecil Parkinson                              |          | 12 giugno 1983   | 11 ottobre 1983  |
|      | Norman Tebbit                                |          | 16 ottobre 1983  | 2 settembre 1985 |
|      | Leon Brittan, Barone Brittan di Spennithorne |          | 2 settembre 1985 | 22 gennaio 1986  |
|      | Paul Channon, Barone Kelvedon                |          | 24 gennaio 1986  | 13 giugno 1987   |
|      | David Young, Barone Young di Graffham        |          | 13 giugno 1987   | 24 luglio 1989   |
|      | Nicholas Ridley, Barone Ridley di Liddesdale |          | 24 luglio 1989   | 13 luglio 1990   |
|      | Peter Lilley                                 |          | 14 luglio 1990   | 10 aprile 1992   |
|      | Michael Heseltine                            |          | 10 aprile 1992   | 5 luglio 1995    |
|      | Ian Lang, Barone Lang di Monkton             |          | 5 luglio 1995    | 2 maggio 1997    |
|      | Margaret Beckett                             |          | 2 maggio 1997    | 27 luglio 1998   |
|      | Peter Mandelson                              |          | 27 luglio 1998   | 23 dicembre 1998 |
|      | Stephen Byers                                |          | 23 dicembre 1998 | 8 giugno 2001    |
|      | Patricia Hewitt                              |          | 8 giugno 2001    | 6 maggio 2005    |
|      | Alan Johnson                                 |          | 6 maggio 2005    | 5 maggio 2006    |
|      | Alistair Darling                             |          | 5 maggio 2006    | 27 giugno 2007   |

## Segretario di Stato per le riforme degli affari, delle imprese e delle normative e presidente del Board of Trade (2007–2009)
| Nome | Nome            | Immagine | Inizio incarico | Fine incarico  |
| ---- | --------------- | -------- | --------------- | -------------- |
|      | John Hutton     |          | 28 giugno 2007  | 3 ottobre 2008 |
|      | Peter Mandelson |          | 3 ottobre 2008  | 5 giugno 2009  |

## Segretario di Stato per le imprese, l'innovazione e le competenze e presidente del Board of Trade (2009-2016)
| Nome | Nome            | Immagine | Inizio incarico | Fine incarico  |
| ---- | --------------- | -------- | --------------- | -------------- |
|      | Peter Mandelson |          | 5 giugno 2009   | 11 giugno 2010 |
|      | Vince Cable     |          | 12 maggio 2010  | 8 maggio 2015  |
|      | Sajid Javid     |          | 11 maggio 2015  | 14 luglio 2016 |

## Segretario di Stato per le imprese, l'energia e la strategia industriale e Presidente del Board of Trade (dal 2016 al 2023)
| Nome | Nome            | Immagine | Inizio incarico  | Fine incarico    | Primo ministro |
| ---- | --------------- | -------- | ---------------- | ---------------- | -------------- |
|      | Greg Clark      |          | 14 luglio 2016   | 24 luglio 2019   | Theresa May    |
|      | Andrea Leadsom  |          | 24 luglio 2019   | 13 febbraio 2020 | Boris Johnson  |
|      | Alok Sharma     |          | 13 febbraio 2020 | 8 gennaio 2021   | Boris Johnson  |
|      | Kwasi Kwarteng  |          | 8 gennaio 2021   | 6 settembre 2022 | Boris Johnson  |
|      | Jacob Rees-Mogg |          | 6 settembre 2022 | 25 ottobre 2022  | Liz Truss      |
|      | Grant Shapps    |          | 25 ottobre 2022  | 7 febbraio 2023  | Rishi Sunak    |

## Segretario di Stato per le imprese e il commercio e Presidente del Board of Trade (dal 2023)
| Nome | Nome              | Immagine | Inizio incarico | Fine incarico | Primo Ministro |
| ---- | ----------------- | -------- | --------------- | ------------- | -------------- |
|      | Kemi Badenoch     |          | 7 febbraio 2023 | 5 luglio 2024 | Rishi Sunak    |
|      | Jonathan Reynolds |          | 5 luglio 2024   | in carica     | Keir Starmer   |